# Guapira suborbiculata
Guapira suborbiculata är en underblomsväxtart som först beskrevs av William Botting Hemsley och Antoine Duss, och fick sitt nu gällande namn av Cyrus Longworth Lundell. Guapira suborbiculata ingår i släktet Guapira och familjen underblomsväxter. Inga underarter finns listade i Catalogue of Life.